# Municipal Borough of Heston and Isleworth

Heston and Isleworth in der früheren Grafschaft Middlesex

Der Municipal Borough of Heston and Isleworth war ein Bezirk im Ballungsraum der britischen Hauptstadt London. Er existierte von 1894 bis 1965 unter verschiedenen Bezeichnungen und lag im Süden der ehemaligen Grafschaft Middlesex.

## Geschichte
Heston und Isleworth waren ursprünglich Civil parishes in der Harde (hundred) Isleworth. 1894 schlossen sich die Gemeinden zusammen und bildeten einen Urban District. Dieser erhielt 1932 den Status eines Municipal Borough.
Bei der Gründung der Verwaltungsregion Greater London im Jahr 1965 entstand aus den Municipal Boroughs Brentford and Chiswick und Heston and Isleworth sowie dem Feltham Urban District der London Borough of Hounslow.

## Statistik
Die Fläche betrug 7218 acres (29,21 km²). Die Volkszählungen ergaben folgende Einwohnerzahlen:
| Jahr      | 1901  | 1911   | 1921   | 1931   | 1951    | 1961    |
| Einwohner | 6.072 | 30.863 | 46.664 | 75.460 | 106.847 | 103.013 |